# بخش جکسون (شهرستان گرنزی، اوهایو)
بخش جکسون (به انگلیسی: Jackson Township) یک منطقهٔ مسکونی در ایالات متحده آمریکا است که در شهرستان گرنزی، اوهایو واقع شده‌است.
 بخش جکسون ۶۲٫۸ کیلومتر مربع مساحت و ۵٬۲۲۰ نفر جمعیت دارد و ۲۷۹ متر بالاتر از سطح دریا واقع شده‌است.